# 강형봉
강형봉(? ~ )은 조선민주주의인민공화국의 정치인이다. 조선로동당 중앙위원회 후보위원이다.

## 경력
2003년 특장청년탄광 지배인을 거쳐 2007년 1월 석탄공업성 부상을 역임했다. 2010년 9월 조선로동당 중앙위원회 후보위원에 선출되었다.

## 최고인민회의 대의원
2003년 8월 최고인민회의 제11기 대의원을 역임했다.

## 기타
2011년 12월 김정일 사망 당시에 국가 장의위원회 위원을 맡았다.